# منظمة التعاون الرقمي
منظمة التعاون الرقمي هي منظمة دولية معنية بتعزيز التعاون في جميع المجالات المدفوعة بالابتكار وتمكين الازدهار الرقمي للجميع من خلال تسريع النمو الشامل للاقتصاد الرقمي. تأسست في نوفمبر 2020 خلال اجتماع مجموعة العشرين بهدف تسريع نمو الاقتصاد الرقمي والتحول الرقمي حول العالم.
اعتباراً من يناير 2024، تشمل الدول الأعضاء البحرين وبنغلاديش وقبرص وجيبوتي وغامبيا وغانا واليونان والأردن والكويت والمغرب ونيجيريا وعُمان وباكستان وقطر ورواندا والمملكة العربية السعودية.

## التاريخ
انطلقت منظمة التعاون الرقمي في نوفمبر 2020 من قبل خمس دول هي: المملكة العربية السعودية والبحرين والأردن والكويت وباكستان.
في عام 2021، تم انتخاب ديمة اليحيى أميناً عاماً لمنظمة التعاون الرقمي أثناء رئاسة المملكة العربية السعودية للمنظمة. وفي فبراير 2023، تم تعيين مملكة البحرين لرئاسة المنظمة وعُيّن محمد ثامر الكعبي، وزير المواصلات والاتصالات في مملكة البحرين، رئيساً لمجلس منظمة التعاون الرقمي لدورة 2023. وفي يناير 2024، تم انتقال رئاسة مجلس منظمة التعاون الرقمي لدورة 2024 إلى الأردن وتم تعيين أحمد الهناندة، وزير الاقتصاد الرقمي وريادة الأعمال الأردني، رئيساً لمجلس منظمة التعاون الرقمي.
في عام 2022، مُنحت منظمة التعاون الرقمي صفة مراقب في الجمعية العامة للأمم المتحدة بعد أن اعتمدت اللجنة السادسة للجمعية العامة للأمم المتحدة مشروع القرار، وبدأ العمل بالقرار لاحقاً في 7 ديسمبر 2022.
في سبتمبر 2023، انضمت بنغلاديش لعضوية منظمة التعاون الرقمي بعد أن وقع كل من زونايد أحمد بالاك، وزير الدولة للبريد والاتصالات وتكنولوجيا المعلومات في جمهورية بنغلاديش الشعبية، وديمة اليحيى، على ميثاق الإنضمام للمنظمة في مدينة نيويورك على هامش الدورة الثامنة والسبعين للجمعية العامة للأمم المتحدة. وخلال نفس الشهر، وقعت دولة قطر ميثاق الانضمام لقائمة الدول الأعضاء في المنظمة. وبحلول نهاية عام 2023، أصدرت منظمة التعاون ورقة بيضاء تسلط الضوء على تأثير العديد من العوامل مثل المعلومات المضللة على الإنترنت والشبكات الاجتماعية وطرق مكافحتها في الاقتصاد الرقمي.
في يناير 2024، انضمت اليونان إلى عضوية مجلس منظمة التعاون الرقمي بعد توقيع ميثاق الانضمام للمنظمة، وحضر وفد اليونان اجتماع الجمعية العامة الثالث الذي عُقد في مملكة البحرين في 31 يناير 2024.

## المبادرات

### الاستثمار الأجنبي المباشر الرقمي
أطلقت منظمة التعاون الرقمي والمنتدى الاقتصادي العالمي مبادرة الاستثمار الأجنبي المباشر الرقمي خلال الاجتماع السنوي للمنتدى الاقتصادي العالمي في دافوس في سويسرا بهدف تعزيز الاستثمار الأجنبي المباشر في الاقتصاد الرقمي. وتم الاتفاق على تنفيذ مبادرة الاستثمار المباشر الأجنبي الرقمي كجهد مشترك بين منظمة التعاون الرقمي والمنتدى الاقتصادي العالمي وتنفيذ مشاريع في العديد من البلدان للمساعدة في تنمية الاستثمار المباشر الأجنبي الرقمي على مستوى دولي، وأن يتم تنفيذ أول مشروع للاستثمار المباشر الأجنبي الرقمي في نيجيريا.

### جواز سفر الشركات الناشئة
تم إطلاق مبادرة جواز سفر الشركات الناشئة في فبراير 2022، وتهدف المبادرة إلى تقليل الأعباء الإدارية والمالية وتسريع تسجيل الشركات وتبسيط الإجراءات المتعلقة بممارسة الأعمال التجارية عبر الحدود، وسيتم طرح المبادرة في البداية في نيجيريا والسعودية.

### سلسلة النقاشات العالمية
في يونيو 2022، خلال فعاليات برنامج Partner2Connect استضافت منظمة التعاون الرقمي أول سلسلة مخطط لها من اجتماعات الموائد المستديرة العالمية، والتي ستقام في خمس قارات. أقيمت الموائد المستديرة العالمية في كيغالي في أفريقيا وسانتياغو في أمريكا الجنوبية ومدينة نيويورك في أمريكا الشمالية وبروكسل في أوروبا وبانكوك في آسيا بحضور 35 ممثلاً من دول ومنظمات دولية وممثلين من شركات القطاع الخاص العالمية.

### مجموعة أصدقاء الأمم المتحدة للتعاون الرقمي
أطلقت خمس دول أعضاء في منظمة التعاون الرقمي هي المملكة العربية السعودية ومملكة البحرين وجمهورية قبرص وجمهورية باكستان وجمهورية رواندا، مبادرة مجموعة أصدقاء الأمم المتحدة للتعاون الرقمي في مدينة نيويورك في الحدث الذي أقيم على هامش اجتماعات الجمعية العامة للأمم المتحدة الثامنة والسبعين. وتقرر أن تقود المبادرة الدعم العالمي والنمو المستدام للاقتصاد الرقمي وتمكين الشمول الاجتماعي على نطاق عالمي.

## المراقبون
مراقبو منظمة التعاون الرقمي هم مجموعة من المنظمات الرائدة تتعاون مع منظمة التعاون الرقمي وتشارك خبراتها ووجهات نظرها حول كيفية تسريع التقدم في الاقتصاد الرقمي.
في 18 مايو 2022، انضمت شركة الاتصالات السعودية بصفة مراقب رسمي لتصبح أول شركة إتصالات تنضم للمنظمة. انضمت بعدها شركة كيه بي إم جي إلى المنظمة كمراقب في أغسطس 2022. في مارس 2023، أعلنت منظمة التعاون الرقمي عن انضمام ستة مراقبين جدد هم جمعية البحرين لشركات التقنية "بِتِك"وديلويت والبنك الإسلامي للتنمية وموبايلي وون ويب وفيزا.
وتشمل قائمة المراقبين بمنظمة التعاون الرقمي العديد من الشركات والمنظمات ومنها:
1. أفريلابس
2. إس تي سي السعودية
3. الأدوات والحلول - Tools & Solutions T&S
4. البنك الإسلامي للتنمية
5. الجامعة الوطنية للعلوم والتكنولوجيا - NUST
6. الكلية الأميركية لأمراض القلب
7. إنفيديا
8. أوراكل
9. آي بي إم
10. برايس ووتر هاوس كوبرز
11. بنفت
12. بنك بوبيان
13. ثقة - THIQAH
14. جامعة الحسين التقنية
15. جلوبال 500
16. جمعية البحرين لشركات التقنية "بِتِك"
17. جمعية تكنولوجيا المعلومات والاتصالات الأردنية - Int@J
18. داتا سفير
19. ديلويت
20. شبكة المنظمات غير الحكومية في بنغلاديش للإذاعة والاتصالات
21. شركة إدارة المشاريع الريادية والاستثمارية - Oasis500
22. شركة الاتصالات الباكستانية
23. عِلم
24. عمانتل
25. فيزا
26. كلية لندن الجامعية
27. كيه بي إم جي
28. مجموعة كلوج لتكنولوجيا المعلومات
29. مركز التقنية والمجتمع في مؤسسة جيتوليو فارجاس جيتوليو فارجاس
30. مركز دراسات الواقع الاقتصادي والاجتماعي (CERES)
31. معهد الأمم المتحدة للتدريب والبحث
32. معهد كومستس تقنية المعلومات
33. مؤسسة صناعة تقنية المعلومات الباكستانية - P@SHA
34. موبايلي
35. مؤسسة الدولة الرقمية
36. نورتال
37. شركاء وايتشيلد - Whiteshield Partners
38. وحدة التشغيل المعنية بالحوكمة الإلكترونية القائمة على السياسات بجامعة الأمم المتحدة
39. ون ويب

## الأعضاء
تشكلت المنظمة عند إعلان تأسيسها من خمس دول هي السعودية والبحرين والأردن والكويت وباكستان، وأعلنت المنظمة في 12 أبريل 2021، عن انضمام كل من نيجيريا وسلطنة عُمان، واعتبارهما دولتين مؤسستين إلى جانب الدول الأعضاء الخمس، وتشمل لائحة العضوية كلا من:
1. البحرين
2. بنغلاديش
3. قبرص
4. جيبوتي
5. غامبيا
6. غانا
7. اليونان
8. الأردن
9. الكويت
10. المغرب
11. نيجيريا
12. عُمان
13. باكستان
14. قطر
15. رواندا
16. السعودية

## جوائز الازدهار الرقمي
في أغسطس 2023، كشفت منظمة التعاون الرقمي عن إطلاق جوائز الازدهار الرقمي عبر ثلاث فئات هي جائزة الابتكار الرقمي وجائزة التحول الرقمي وجائزة تمكين المجتمع، وهي جوائز تُمنح للأفراد والمنظمات لمساهمتهم الرقمية، وخاصة تلك التي تعمل على تعزيز الاقتصاد الرقمي.في كل فئة، يتم اختيار فائز من القطاع العام وآخر من القطاع الخاص أو المجتمع المدني، وكلاهما يمثلان حصرياً الدول الأعضاء في منظمة التعاون الرقمي. الفائزون من القطاع الخاص أو المجتمع المدني مؤهلون للحصول على جائزة الازدهار الرقمي للجميع. ويتم اختيار متأهل نهائي واحد من المجتمع المدني العالمي لكل فئة متاحة للترشيحات من الجمهور، ويحصل الفائز النهائي على جائزة منظمة التعاون الرقمي الدولية للازدهار الرقمي للجميع.

## الإدارة
- الرئيس: أحمد الهناندة، منذ يناير 2024.[9]

- الأمين العام: ديمة اليحيى، منذ 27 نوفمبر 2020، وهي أول أمين عام للمنظمة.[33]